# Anton Pott
Anton Pott (* 2. September 1903 in Dörenthe; † 11. April 1986 in Neuenkirchen) war ein deutscher katholischer Missionar und Bischof von Xinyang.
Seine Eltern waren die Heuerleute Bernhard Clemens Pott und Maria Josephine geb. Stroth. Er wuchs im Ibbenbürener Ortsteil Dörenthe mit sechs Geschwistern auf und besuchte das Gymnasium in Bad Driburg. Nach dem Studium, welches er mit dem Doktorgrad abschloss, wurde er am 30. Oktober 1932 in Rom zum Priester geweiht.
1934 ging er in die Mission nach China, wo er als Priester wirkte. Am 1. Juni 1942 wurde er von den Japanern interniert, welche sich mit China im Krieg befanden. Nach dem Zweiten Weltkrieg wurde Anton Pott zunächst Dechant in Huangchuan. Bischof Vitus Chang berief ihn 1947 als Generalvikar und Prokurator nach Sinyangschow, 1948 wurde er Regional der Ordensregion Süd-Henan.
Nachdem der Bischof des Bistums Xinyang Vitus Chang zurückgetreten war, wurde Anton Pott von Rom als Nachfolger vorgeschlagen. Dieser war bei Ankunft der kommunistischen Truppen geflohen.
Am 1. Juni 1951 leistete Pott seinen Amtseid, wobei ihm die Ernennungsurkunde von Papst Pius XII. direkt ausgehändigt wurde. Schon bald kam er mit den kommunistischen Machthabern in Konflikt, sodass er sich am 6. Dezember 1951 vor einem Volksgericht verantworten musste. Das Gleiche wiederholte sich am 29. August 1952 bei einem Schauprozess vor über 2000 Zuschauern. Nach den Schauprozessen musste er China verlassen und ging im Oktober 1952 nach Hongkong, im Januar darauf verzog er nach Rom. Hier unterzeichnete er am 6. Februar 1953 die Verzichtserklärung seines Bischofsamtes.
Im Herbst 1958 ging Pott nach Taiwan und setzte hier seine Missionsarbeit fort. 1986 ging er in den Ruhestand und zog ins Missionshaus St. Arnold in Neuenkirchen. Am 11. April 1986 starb er im Krankenhaus Neuenkirchen im Alter von 82 Jahren.